# Johnnie Johnson

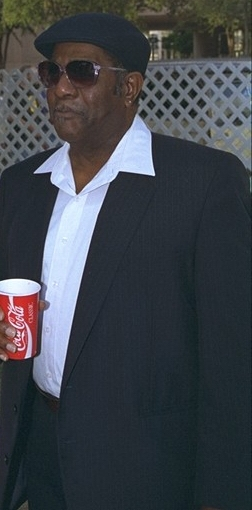
Johnson tijdens het Riverwalk Blues Festival, 1996

Johnnie Johnson (Fairmont, West Virginia, 8 juli 1924 – Saint Louis, Missouri, 13 april 2005) was een Amerikaans blues-pianist.
Hij wordt gezien als een van de pioniers van de rock-'n-roll en schreef samen met Chuck Berry onder meer de hits Johnny B. Goode en Roll over Beethoven.
Johnson ontmoette Chuck Berry voor het eerst in 1952. In december dat jaar belde Johnson Chuck op en vroeg hem om in zijn band te komen spelen omdat Johnsons vaste saxofoonspeler ziek was. Mede door de invloed van Chuck werd de naam al snel veranderd in The Chuck Berry Combo, met de volgende leden:
- Johnnie Johnson (piano),
- Chuck Berry (gitaar),
- Ebby Hardy (drums) en
- Willie Dixon (contrabas).

Op 21 mei 1955 namen ze "Maybellene" in Chicago op. Het werd hun eerste grote hit, mede door het pianospel van Johnnie Johnson.
Berry zorgde voor de teksten en Johnson zorgde voor de muziek. Het talent van Berry was er voor te zorgen dat het commercieel een succes werd. Johnson componeerde de muziek van de platen en Berry zette het pianospel om in gitaarmuziek. Berry zorgde bovendien voor de succesvolle teksten.
Johnnie Johnson kreeg in 2001 een plaats in de Rock and Roll Hall of Fame.

## Discografie

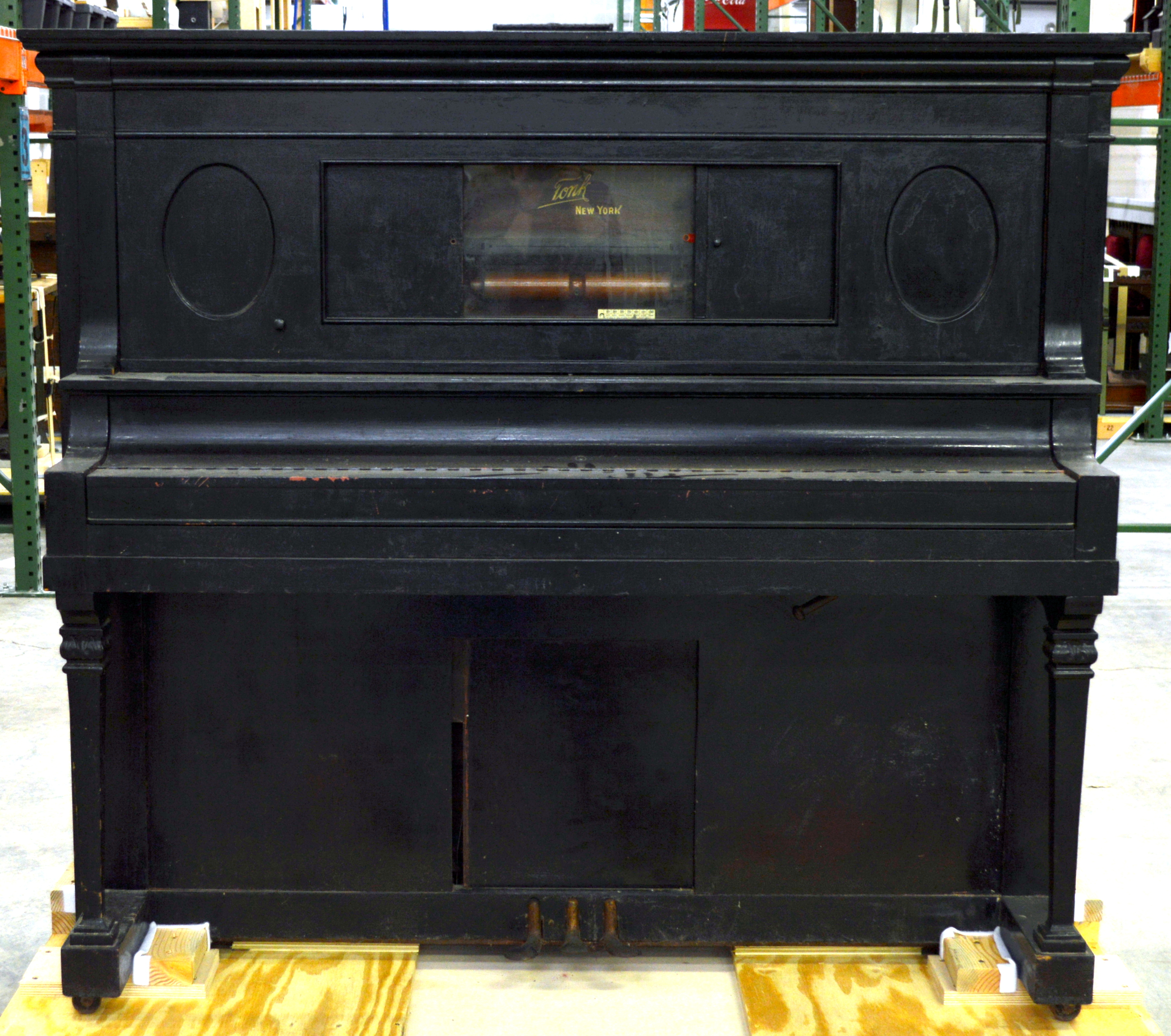
Door Johnnie Johnson bespeelde pianola, ook afgebeeld op de hoes van Blue Hand Johnnie. Missouri History Museum, Saint Louis

- 1991: Johnnie B. Bad , met Eric Clapton en Keith Richards
- 1991: Rockin' Eighty-Eights, met Jimmie Vaughan en Clayton Love
- 1993: Blue Hand Johnnie, met Oliver Sain
- 1993: That'll Work, met The Kentucky Headhunters en Jimmy Hall
- 1995: Johnnie Be Back, met Buddy Guy, Al Kooper, John Sebastian en Max Weinberg
- 1997: Johnnie Be Live, met Jimmy Vivino en Al Kooper
- 1999: Father of Rock and Roll - bijbehorende cd met het boek "Father of Rock and Roll: The Story of Johnnie B. Goode Johnson"
- 2005: Johnnie Be Eighty And Still Bad!, met Jeff Alexander, Rich McDonough, Larry Thurston en Gus Thornton.